# Vampyressa brocki
Vampyressa brocki е вид бозайник от семейство Phyllostomidae.

## Разпространение
Видът е широко разпространен в Южна Колумбия, Гвиана, Суринам и бразилските щати Амазонас, Пара и Рондония.